# سيافيات
سيافيات (الاسم العلمي Xiphiidae)، فصيلة أسماك كبيرة القد من رتبة الفرخيات. هي أسماك يمية لا تقترب كثيرًا من المجادح والسواحل.